# Royn Hvalba
A Royn Hvalba vagy Bóltfelagið Royn egy feröeri labdarúgóklub. A Feröeri labdarúgó-bajnokság harmadosztályában játszik.

## Történelem
A klubot 1923. október 23-án alapították.
A csapat 2005-ben a másodosztályban játszott, ahol a hetedik helyen végzett. A 2006-os és 2007-es bajnokságban nem indult, majd 2007 végén csatlakozott a VB/Sumba egyesületéhez. A 2009-es bajnokságban külön indult.

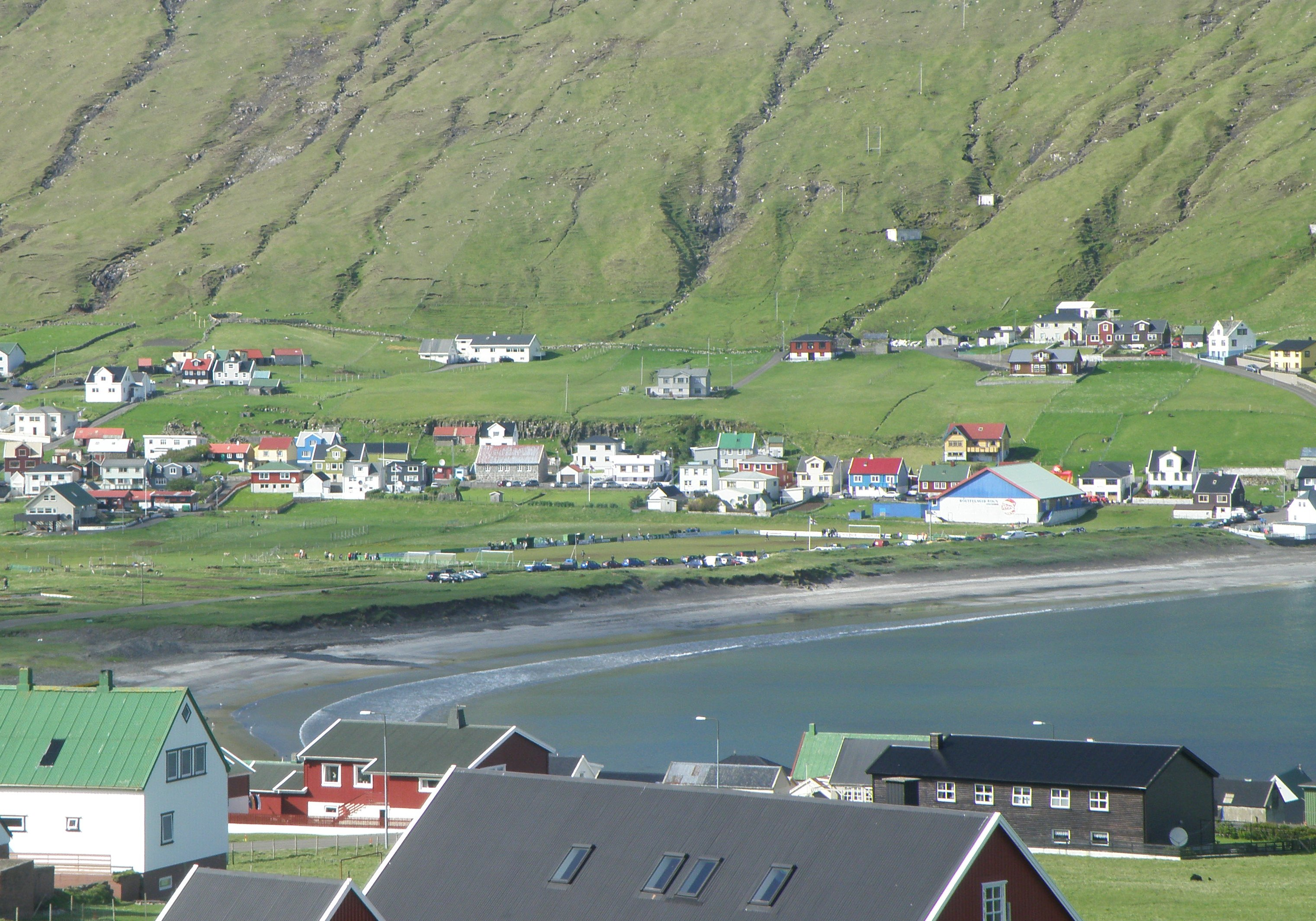
A Hvalba stadion madártávlatból

## Eredmények
- Feröeri labdarúgókupa:

Második helyezett 1 alkalommal (1983)